# Димитър Георгиев (футболист, р. 1992)
Вижте пояснителната страница за други личности с името Димитър Георгиев.
Димитър Георгиев Георгиев е български футболист, играч на Монтана. Юноша на Септември (София) и Академия Литекс, играе като нападател. Силният му крак е десният.

## Състезателна кариера
Любовта към спорта наследява от баща си – бивш футболист, учител по физическо възпитание, а по-късно – треньор по футбол.
Започна да тренира футбол през 1998 г. в школата на Септември (София), а първият му треньор е Любомир Грозданов. Играе като втори нападател и за единадесет години преминава през всички възрастови групи на столичани. Наставници още са му били специалисти като Кирил Кирилов и Людмил Георгиев с който става бронзов медалист от републиканския шампионат за юноши старша възраст през 2009 г. През последните четири години към нападателя интерес проявяват от водещите футболни школи като тази на Левски Сф., ЦСКА, Чавдар (Етрополе) и Академия Литекс. Георгиев избира офертата на „оранжевите“ и през лятото на 2009 г. пристига в Ловеч. Още в началото се контузва и пропуска целия есенен дял от шампионата. През пролетта старши треньорът на дублиращия отбор Петко Петков го преквалифицира и започва да го пуска като централен нападател. Момчето му се отблагодарява и навърта 20 мача в които отбелязва 10 гола. Същата година с „оранжевите“ достига до финал за Купата на БФС при юношите старша възраст, родени през 1992 г. В Мездра Литекс губи драматично финала от Левски (София) с 0:1. Шампион с дублиращия отбор на Литекс за Сезон 2009/10. На 16 май 2010 г. прави официален дебют за първия състав на Ангел Червенков при победата с 2:4 над Спортист (Своге) в мач от последния кръг на А група. Първия си гол за първия състав на Литекс бележи на 26 март 2011 г. в контролата с Лудогорец (Разград). През сезон 2010 – 11 става шампион със старшата възраст в Елитната юношеска група до 19 години като отбелязва 16 гола. На 2 юни 2011 Димитър подписва тригодишен професионален договор с отбора на Литекс. От началото на сезон 2011/12 е пратен под наем в елитния Ботев (Враца). През пролетта на 2012 г. играе под наем във втородивизионния Чавдар (Етрополе) но поради контузия пропуска по-голяма част от шампионата. В края на сезона разтрогва договорът си с Литекс (Ловеч) и подписва с Марек (Дупница) като свободен агент. От лятото на 2014 година е състезател на Славия.. През сезон 2016/2017 играе за Локомотив (София) като отбелязва 18 гола във Втора професионална лига и 1 (срещу ЦСКА) за Купата на България 

## Успехи
- Шампион на България в Дублираща футболна група – 2009/10
- Шампион на България при юноши старша възраст до 19 г. – 2010/11